# Wincenty Pałczyński
Wincenty Franciszek Pałczyński (ur. 2 lutego 1898 w Cieszanowie, zm. między 9 a 11 kwietnia 1940 w Katyniu) – major artylerii Wojska Polskiego, kawaler Krzyża Walecznych, ofiara zbrodni katyńskiej.

## Życiorys
Był synem Jana i Rozalii Ciećkiewicz. Absolwent Seminarium nauczycielskiego w Rzeszowie. Uczestnik I wojny światowej w szeregach armii austro-węgierskiej.
W Wojsku Polskim od 1918. Został wcielony do 14 pułku piechoty. W jego szeregach walczył w wojnie polsko-bolszewickiej. Został odznaczony Krzyżem Walecznych.
19 lutego 1921 został zatwierdzony w stopniu porucznika piechoty z dniem 1 kwietnia 1920 z grupy oficerów byłej armii austro-węgierskiej. 20 kwietnia 1921 został odkomenderowany z 14 pułku piechoty do Dowództwa Okręgu Generalnego Łódź. W 1923 w stopniu porucznika piechoty ze starszeństwem z dniem 1 czerwca 1919 i 1323 lokatą służył w 63 pułku piechoty.
Następnie został przeniesiony do korpusu oficerów artylerii z równoczesnym przeniesieniem do 10 pułku artylerii ciężkiej w Pikulicach koło Przemyśla. 12 kwietnia 1927 został awansowany do stopnia kapitana ze starszeństwem z dniem 1 stycznia 1927 i 10. lokatą w korpusie oficerów artylerii. W lipcu 1929 został przeniesiony do kadry oficerów artylerii z równoczesnym przeniesieniem służbowym do Szkoły Podchorążych Rezerwy Artylerii we Włodzimierzu Wołyńskim na stanowisko instruktora 3. baterii. W 1934 został przeniesiony do 10 pułku artylerii lekkiej. 27 czerwca 1935 został awansowany na stopień majora ze starszeństwem z 1 stycznia 1935 roku i 39. lokatą w korpusie oficerów artylerii i wyznaczony dowódcą dywizjonu w 10 pal. W marcu 1939 był zastępcą komendanta i dyrektorem nauk Mazowieckiej Szkoły Podchorążych Rezerwy Artylerii.
Po agresji ZSRR na Polskę (17 września 1939) w nieznanych okolicznościach dostał się do niewoli sowieckiej. Według stanu z kwietnia 1940 był jeńcem obozu w Kozielsku. Między 7 a 9 kwietnia 1940 przekazany do dyspozycji naczelnika Zarządu NKWD Obwodu Smoleńskiego – lista wywózkowa 015/2 z 5 kwietnia 1940 pozycja 62, nr akt 3763. Między 9 a 11 kwietnia 1940 został zamordowany w Katyniu przez funkcjonariuszy Obwodowego Zarządu NKWD w Smoleńsku oraz pracowników NKWD przybyłych z Moskwy na mocy decyzji Biura Politycznego KC WKP(b) z 5 marca 1940. Ofiary tej zbrodni grzebano w bezimiennych mogiłach zbiorowych, gdzie od 28 lipca 2000 mieści się oficjalnie Polski Cmentarz Wojenny w Katyniu. W miejscu tym prowadzone były ekshumacje i prace archeologiczne. W 1943 jego ciało zostało zidentyfikowane w toku ekshumacji nadzorowanych przez Niemców pod numerem 478 – dosł. określony jako Palczynski Wincenty Franciszek (raport dzienny z 24 kwietnia 1943). Przy jego szczątkach znaleziono: legitymację oficerską, dziennik, łańcuszek z medalikiem oraz list z kopertą. Figuruje na liście Komisji Technicznej PCK pod numerem 0478 wskazany jako Pulczyński Wincenty Franciszek. Znajduje się na liście ofiar opublikowanej w 1943 w Gońcu Krakowskim nr 101 i Nowym Kurierze Warszawskim nr 105.
W Archiwum Robla znajduje się: spis dokumentów, notatnik i przedmioty znalezione przy jego szczątkach (pakiet 0478); jest wspomniany (bez imienia) we wpisie bez daty, a także w spisie oficerów z 31 marca 1940 w kalendarzyku znalezionym przy zwłokach kapitana Zygmunta Gosiewskiego (pakiet 01872-03, 05); prawdopodobnie Pałczyński był właścicielem papierośnicy znalezionej wśród rzeczy przy zwłokach majora Konstantego Jamiołkowskiego (pakiet 0489-02, 03).
Sąd Grodzki w Łomży postanowieniem SG. Zg. 73/1947 z 1947 uznał Wincentego Pałczyńskiego za zmarłego.
5 października 2007 minister obrony narodowej Aleksander Szczygło – decyzją nr 439/MON – mianował go pośmiertnie na stopień podpułkownika. Awans został ogłoszony 9 listopada 2007 w Warszawie, w trakcie uroczystości „Katyń Pamiętamy – Uczcijmy Pamięć Bohaterów”.

## Upamiętnienie
- 11 listopada 1976 „w hołdzie ofierze życia Żołnierzy Polskich, zamordowanych w 1940 roku w Związku Sowieckich Republik” Prezydent RP na Uchodźstwie Stanisław Ostrowski podpisał Zarządzenie, które umożliwiło udekorowanie Pomnika Katyńskiego w Londynie[36] Srebrnym Krzyżem Orderu Wojennego Virtuti Militari.
- Krzyż Kampanii Wrześniowej – zbiorowe, pośmiertne odznaczenie pamiątkowe wszystkich ofiar zbrodni katyńskiej (1 stycznia 1986).
- W ramach akcji „Katyń... pamiętamy” / „Katyń... Ocalić od zapomnienia”, zasadzony został Dąb Pamięci przez Urząd Miasta i Gminy Zambrów, ul. Fabryczna 3, certyfikat 1589/605/WE/2009[37][38].
- Tablica Katyńska w kościele Chrystusa Króla w Jarosławiu[39].

## Ordery i Odznaczenia
- Krzyż Walecznych[14][3]
- Złoty Krzyż Zasługi – 10 listopada 1938 „za zasługi w służbie wojskowej”[40][14]